# Kurići
Kurići (Servisch cyrillisch Курићи) is een plaats in de Servische gemeente  Raška. De plaats telt 108 inwoners (2002).